# Un collier pour ma bien-aimée
Pour plus de détails, voir Fiche technique et Distribution.
Un collier pour ma bien-aimée (en géorgien : საყვარლის სამკაული, Samkauli satrposatvis) est un film soviétique réalisé par Tenguiz Abouladze, sorti en 1971. C'est l'adaptation de l'histoire du même nom de l'écrivain soviétique originaire du Daghestan Akhmedkhan Abu-Bakar publiée en 1965.

## Synopsis
Bakhadour quitte son aoul pour chercher le cadeau pour la belle Serminaz, afin de la demander en mariage. Lors de son périple, il va affronter l’escroc Daoud, se lier d'amitié avec un acrobate Sugur, échapper à un mariage forcé et traverser d'autres difficultés encore. De ses aventures, il tirera le scénario qui sera reconnu comme le plus beau cadeau par le conseil des sages par rapport à ceux de Mukhtar et Aziz, deux autres prétendants à la main de sa bien-aimée.

## Fiche technique
- Titre : Un collier pour ma bien-aimée
- Titre original : საყვარლის სამკაული (Samkauli satrposatvis)
- Titre russe :  Ожерелье для моей любимой (Ožerelʹe dlja moej ljubimoj)
- Réalisation : Tenguiz Abouladze
- Scénario : Tenguiz Abouladze, Tamaz Meliava d'après Akhmedkhan Abu-Bakar
- Pays d'origine : URSS
- Production : Kartuli Pilmi
- Format : Couleurs - 35 mm - 1,37:1 - Mono
- Genre : comédie romantique
- Durée : 75 minutes
- Date de sortie : 1971

## Distribution
- Ramaz Giorgobiani : Bakhadour
- Nani Bregvadze : Aïcha
- Erosi Manjgaladze : Douldouroum
- Gogi Gegechkori : Gendarme
- Ramaz Chkhikvadze : Daoud
- Eteri Abzianidze : Saltanat
- Leonid Yengibarov : Sugur
- Kakhi Kavsadze : Zaur
- Otar Megvinetukhutsesi : Mahomed
- Davit Qobulov : Khasbulat
- N. Qvlividze : Serminaz
- Temuri Chkhikvadze : Aziz
- Leomer Gugushvili : détective
- Irina Shestua : Chata